# Bullfrog Productions
Bullfrog Productions (більше відомий як Bullfrog — жаба-бик) — англійська студія, що займалася розробкою відеоігор. Була заснована в 1987 році Пітером Моліньє та Ле Едгаром. Компанія стала відома після виходу в 1989 році гри Populous.
Electronic Arts, публікувала гри Bullfrog, купила студію в січні 1995 року. Пітер Моліньє, який займав пост віце-президента та консультанта Electronic Arts до 1994 року, після придбання більшості активів студії остаточно покинув Bullfrog, щоб заснувати в 1997 році нову компанію Lionhead Studios.
Останні ігри під логотипом Bullfrog були випущені в 2001 році. А в 2004 році студія була об'єднана з EA UK.

## Ігри
- Fusion (1988)
- Populous (1989)
  - Populous II (1991)
  - Populous 3: The Beginning (1998)
- Flood (1990)
- Powermonger (1990)
- Syndicate (1993)
  - Syndicate Wars (1996)
- Magic Carpet (1994)
  - Magic Carpet 2 (1995)
- Theme Park (1994)
- Theme Hospital (1995)
- Hi-Octane (1995)
- Genewars (1996)
- Dungeon Keeper (1997)
  - Dungeon Keeper: The Deeper Dungeons (1997)
  - Dungeon Keeper 2 (1999)
- Sim Theme Park (1999)
- SimCoaster (2001)
- Aquarium (2001)